# Ole Kristian Thistedahl
Ole Kristian Thistedahl (født 15. august 1813 i Kristiansand, død 2. juli 1876 sammesteds) var en norsk teolog.
Thistedahl blev student 1830 og cand. theol. 1834. De nærmest følgende år tilbragte han i Kristiania som meget søgt teologisk manuduktør, men overtog 1836 stillingen som lærer ved katedralskolen i Kristiansand, hvor han senere opholdt sig, væsentlig med undtagelse af årene 1849—55, da han i Kristiania udarbejdede udkast til ny oversættelse af størstedelen af det Gamle Testamente.
Skønt gentagne gange opfordret til at modtage ansættelse som professor afslog han bestandig disse tilbud. En af ham besørget (utrykt) oversættelse af det Nye Testamente blev benyttet ved revisionen af F.W. Bugges nye oversættelse. Dels som manuduktør, dels gennem personlig omgang øvede han en betydelig indflydelse på samtidens norske teologer.